# 臼井陽亮
臼井 陽亮（うすい ようすけ、1985年7月22日 - ）は、日本の元ラグビー選手。

## プロフィール
- 神奈川県出身[1]。
- ポジションはフッカー(HO)。
- 身長 181cm、体重 104kg
- ニックネームはうすい。
- 関東代表に選ばれたことがある[2]。

## 略歴
ラグビーを始めたきっかけは新しいものにチャレンジしたかったから。
2004年、神奈川県立横須賀高等学校卒業後、早稲田大学に入る。
2008年、早稲田大学卒業後、NECグリーンロケッツに加入。同年9月6日に行われたジャパンラグビートップリーグ第1節の神戸製鋼コベルコスティーラーズ戦に途中出場で公式戦初出場を果たす。 
2013年、NECグリーンロケッツの副将に就任した。
2017年9月にはトップリーグ通算100試合出場達成。
2018年度をもってNECグリーンロケッツを退団し引退。